# RAS p21 proteinski aktivator 1
RAS p21 proteinski aktivator 1 ili RasGAP (aktivirajući protein Ras GTPaze), takođe poznat kao RASA1, je 120-kDa citosolni ljudski protein koji ima dve glavne aktivnosti:
- Inakctivacija Ras proteina iz njegove aktivne GTP-vezane forme do njegove neaktivne GDP-vezane forme pojačavanjem endogene GTPazne Ras aktivnosti, preko njegovog C-terminalnog GAP domena
- Mitogena transmisija signala u smeru daljih interakcionih partnera putemn njegovih N-terminalnih SH2-SH3-SH2 domena

Protein kodiran ovim genom je lociran u citoplazmi i deo je GAP1 familije GTPazno-aktiviranih proteina. Ovaj genski produkt stimuliše GTPaznu aktivnost normalnog RAS p21, ali ne i njegovog onkogenog pandana. Delujući kao supresor RAS funkcije, ovaj protein pojačava slabu unutrašnju GTPaznu aktivnost RAS proteina, što dovodi do inaktiviranje GDP-vezane forme RAS-a, čime pospešuje kontrolu ćelijske proliferacije i diferencijacije. Mutacije koje dovode do promena u mestima vezivanja ovog proteina su vezane za bazalne ćelijske kacinome. Alternativnim splajsovanjem se formiraju dve izoforme, pri čemu kraća izoforma, kojoj nedostaje N-terminusni hidrofobni region zadržava aktivnost. Ona je izobilno izražena u materičnim, ali ne i odraslim tkivima.

## Domeni
RasGAP sadrži jedan SH3 domen i dva SH2 domena, PH domen, i GAP domen.

## Interakcije
RAS p21 proteinski aktivator 1 formira interakcije sa:
- ANXA6,[2]
- CAV2,[3]
- DNAJA3,[4]
- DOK1,[5][6][7]
- EPHB2,[8][9]
- EPHB3,[10]
- GNB2L1[11]
- HCK,[12]
- HRAS,[13][14][15]
- HTT,[16]
- IGF1R,[17]
- KHDRBS1,[18][19][20]
- NCK1,[21]
- PDGFRB,[22][23]
- PTK2B,[24][25]
- SOCS3,[26]  i
- Src.[13][27]

iRNK može da formira interakcije sa Mir-132 mikroRNK. Ovaj protein učestvuje u angiogenezi.

## Baza podataka bolesti
- RASA1 gene variant database

## Literatura
- Tocque B; Delumeau I; Parker F;  . (1997). „Ras-GTPase activating protein (GAP): a putative effector for Ras”. Cell. Signal. 9 (2): 153—8. PMID 9113414. doi:10.1016/S0898-6568(96)00135-0.
- Boon LM, Mulliken JB, Vikkula M (2005). „RASA1: variable phenotype with capillary and arteriovenous malformations”. Curr. Opin. Genet. Dev. 15 (3): 265—9. PMID 15917201. doi:10.1016/j.gde.2005.03.004.

## Spoljašnje veze
- GeneReviews/NCBI/NIH/UW entry on Capillary Malformation-Arteriovenous Malformation Syndrome and RASA1-Related Parkes Weber Syndrome
- OMIM entries in RASA1 related disorders